# ゼロデュア
ゼロデュア（独:Zerodur ）はドイツのショットが開発した低膨張の光学材料である。ガラスセラミックス複合素材で非晶質の基材と結晶質の分散材により構成される。異なる膨張係数を持つ材料を混合することにより、常温付近の膨張率を減らした素材である。

## 概要
50nm程度の結晶性ケイ素酸化物70 - 75%を、非晶質酸化ケイ素で包摂した構造をもつ。0 - 50 ℃で0.02 x 10-6/Kと熱膨張が極めて小さいため、反射望遠鏡の鏡材や光学原器などに用いられる。白色。
製造時の加温セラミック化条件によって熱膨張率は微妙に変化する。また、製造後の熱的条件によっても熱膨張率が変化する。そのため、製造後の使用温度域を考慮してアニーリングを行う必要がある。
なお、熱膨張曲線はフラットでないため、熱膨張率を考慮した補正がしづらいという欠点がある。このため、溶接によって大型の一枚板を製造することができない。
超大型望遠鏡VLTの鏡材として使用されている。直径8.2 m・厚み177.9 mm・アスペクト比64の超大型薄鏡である。製造には溶解に24日・除冷に3 - 4か月・セラミゼーション（加温セラミック化）に8か月程度が必要とされた。

## 特徴
- 熱膨張が事実上ゼロに近く、温度変化による変形がほぼないため高精度が保たれる
- 均質である
- 加工性が優れる
- 高精度で研磨できる
- メッキが容易
- ヘリウムを透過しにくく、レーザージャイロなどに有効
- 多孔質ではない
- 化学的に安定
- 温度特性がフラットではない

## 用途
1. 光学: 反射望遠鏡の鏡材として使用されている。温度変化に強い。
2. マイクロリソグラフィ: 半導体ウエハーの露光装置のウエハーの位置決め、搬送等に関係する機構に使用されている。ゼロデュアはその優れた温度特性、加工性によりEUV露光に使用する反射鏡の鏡材としても使用される。
3. 計測技術: 低膨張率と長期間に渡る安定性により、計測装置の原器の素材として使用される。

## ゼロデュアの特性
- 分散 (光学)：(nf - nc) = 0.00967
- 密度：2.53 g/cm3（25 ℃）
- ヤング率：9.1×1010 Pa
- ポアソン比：0.24
- 比熱容量（25 ℃）：0.196 cal/(g*K) = 0.82 J/(g*K)
- 熱膨張率（20 - 300 ℃）：0.05 ± 0.10 x 10-6/℃
- 最高耐熱温度：600 ℃